# Jeananne Goossen
Jeananne Goossen (* 3. Januar 1985 in Toronto, Ontario) ist eine kanadische Schauspielerin.

## Leben und Karriere
Goossen, jüngstes Kind einer akademischen und politischen Familie, studierte Biochemie an der McGill University in Montreal, ursprünglich mit dem Ziel, Gynäkologin zu werden. Während ihres Studiums fasste sie den Entschluss, eine Schauspielkarriere anzustreben.
Ihre erste Fernsehauftritte hatte Goossen 2006, wo sie unter anderem in der kanadischen Fernsehserie 11 Cameras sowie in der Pilotfolge der kurzlebigen US-amerikanischen Kriminalserie Angela Henson – Das Auge des FBI zu sehen war. Es folgten weitere Auftritte in kanadischen Produktionen, unter anderem in der Filmkomödie Frühstück mit Scot (2007) sowie in den Fernsehserien Falcon Beach (2007) und Wild Roses (2009). Für ihre Nebenrolle in Falcon Beach wurde sie 2007 für den Gemini Award nominiert. In der 2009 produzierten und 2010 ausgestrahlten Miniserie Riverworld, basierend auf einer Romanserie des Science-Fiction-Autors Philip José Farmer, spielte sie die Rolle der Samurai-Kämpferin Tomoe Gozen.
2011 war Goossen in der achten Staffel der Kriminalserie CSI: NY als Officer Lauren Cooper zu sehen. In der neunten Staffel der Kriminalserie Navy CIS spielte sie eine wiederkehrende Rolle als Private Joan Matteson, einer früheren Bekanntschaft der Hauptfigur Leroy Jethro Gibbs. 2012 war sie im Filmdrama Für immer Liebe mit Rachel McAdams und Channing Tatum in einer Nebenrolle als Sonia zu sehen. 2012 spielt sie in der ersten und einzigen Staffel der Science-Fiction-Mysteryserie Alcatraz die Gerichtsmedizinerin Nikki.
Im Februar 2012 wurde bekanntgegeben, dass Goossen in der Fernsehserie The Following neben Kevin Bacon und James Purefoy eine Hauptrolle als FBI-Agentin Jennifer Mason spielen sollte. Sie wurde jedoch bereits im Mai wieder aus dem Projekt entlassen, wohl, weil sie bei der Überarbeitung ihrer Rolle als zu jung erschien. Die von Goossen gespielte Rolle der FBI-Agentin Jennifer Mason ist daher nur in zwei Folgen zu sehen.

## Filmografie
- 2006: Angela Henson – Das Auge des FBI (Angela’s Eyes, Fernsehserie, Folge 1x01)
- 2006: Rent-a-Goalie (Fernsehserie, Folge 1x06)
- 2006: 11 Cameras (Fernsehserie, 8 Folgen)
- 2007: Falcon Beach (Fernsehserie, 12 Folgen)
- 2007: Frühstück mit Scot (Breakfast with Scot)
- 2009: Wild Roses (Fernsehserie, 5 Folgen)
- 2009: Aaron Stone (Fernsehserie, 2 Folgen)
- 2009: The Dealership (Fernsehfilm)
- 2009: The B Team (Fernsehfilm)
- 2010: Republic of Doyle – Einsatz für zwei (Republic of Doyle, Fernsehserie, Folge 1x10)
- 2010:  Riverworld (Fernsehfilm)
- 2010: unnatural-history (Fernsehserie, Folge 1x09)
- 2011: Suits (Fernsehserie, Folge 1x06 Ausgehandelt)
- 2011: CSI: NY (Fernsehserie, 2 Folgen)
- 2011: Unlucky
- 2011–2012: Navy CIS (NCIS, Fernsehserie, 3 Folgen)
- 2012: Für immer Liebe (The Vow)
- 2012: Alcatraz (Fernsehserie, 5 Folgen)
- 2013: Emily Owens (Fernsehserie, 3 Folgen)
- 2013: The Following (Fernsehserie, 2 Folgen)
- 2013: Navy CIS: L.A. (NCIS: Los Angeles, Fernsehserie, Folge 4x23 Ein Freund wie Max)
- 2014: Darknet – Nur ein Klick zum Horror (Darknet, Miniserie, Folge 1x03)
- 2014: This Last Lonely Place
- 2014: Debug – Feindliches System (Debug)
- 2014–2015: The Night Shift (Fernsehserie, 22 Folgen)
- 2016: The Walking Dead (Fernsehserie, Folge 6x13 Im selben Boot)
- 2016: Nashville (Fernsehserie, Folgen 4x12–4x14)
- 2016: The Strain (Fernsehserie, Folge 3x04)
- 2017: Criminal Minds (Fernsehserie, 4 Folgen)
- 2017: MacGyver (Fernsehserie, Folge 2x05 Geisterinsel)
- 2017: The Get (Fernsehfilm)
- 2019–2021: Coroner – Fachgebiet Mord (Coroner, Fernsehserie, 5 Folgen)
- 2021: The Artist's Way Out (Fernsehserie, Folge 1x03)
- 2021: The Handmaid’s Tale – Der Report der Magd (The Handmaid’s Tale, Fernsehserie, 3 Folgen)
- 2021: Private Eyes (Fernsehserie, Folge 5x01)
- 2021: Slasher (Fernsehserie, 5 Folgen)
- 2023: Cosmic Chaos
- 2023: Mom's Christmas Boyfriend (Fernsehfilm)
- 2024: So Help Me Todd (Fernsehserie, Folge 2x10)
- 2024: Beacon 23 (Fernsehserie, 3 Folgen)